# 邁克爾·麥克福爾
邁克爾·麥克福爾（英語：Michael McFaul，1963年10月1日— ）是美國政治學者與外交官，曾於2012年至2014年擔任美國駐俄大使，在擔任大使前他曾於美國國家安全會議擔任總統特別助理，主管俄羅斯與歐亞事務，參與制定贝拉克·奥巴马政府的俄羅斯重啟政策。
麥克福爾現任史丹佛大學政治學系的國際關係教授、弗里曼·斯伯格里国际问题研究所（Freeman Spogli Institute for International Studies）所長、胡佛研究所的彼得與海伦·宾資深學者（Peter and Helen Bing Senior Fellow），同時擔任《華盛頓郵報》的專欄作家。

## 早年生活與教育
邁克爾·麥克福爾於1963年出生於美國蒙大拿州格拉斯哥，成長於比尤特與博茲曼，其父為音樂教師。就讀博茲曼中學期間麥克福爾即曾參與政治辯論。後來他入讀史丹佛大學，1983年暑假至列寧格勒國立大學（今聖彼得堡國立大學）學習俄語，1985年又在莫斯科普希金俄語學院交換學習一個學期。1986年麥克福爾自史丹佛大學畢業，獲文學學士（主修國際關係與斯拉夫語）與文學碩士（主修東歐研究）學位，並獲選為羅德學者前往牛津大學，1991年自牛津大學聖約翰學院獲哲學博士，論文主題為美國與蘇聯對南部非洲革命運動的介入與影響。
2015年蒙大拿州立大學授予麥克福爾榮譽博士學位。

## 職業生涯

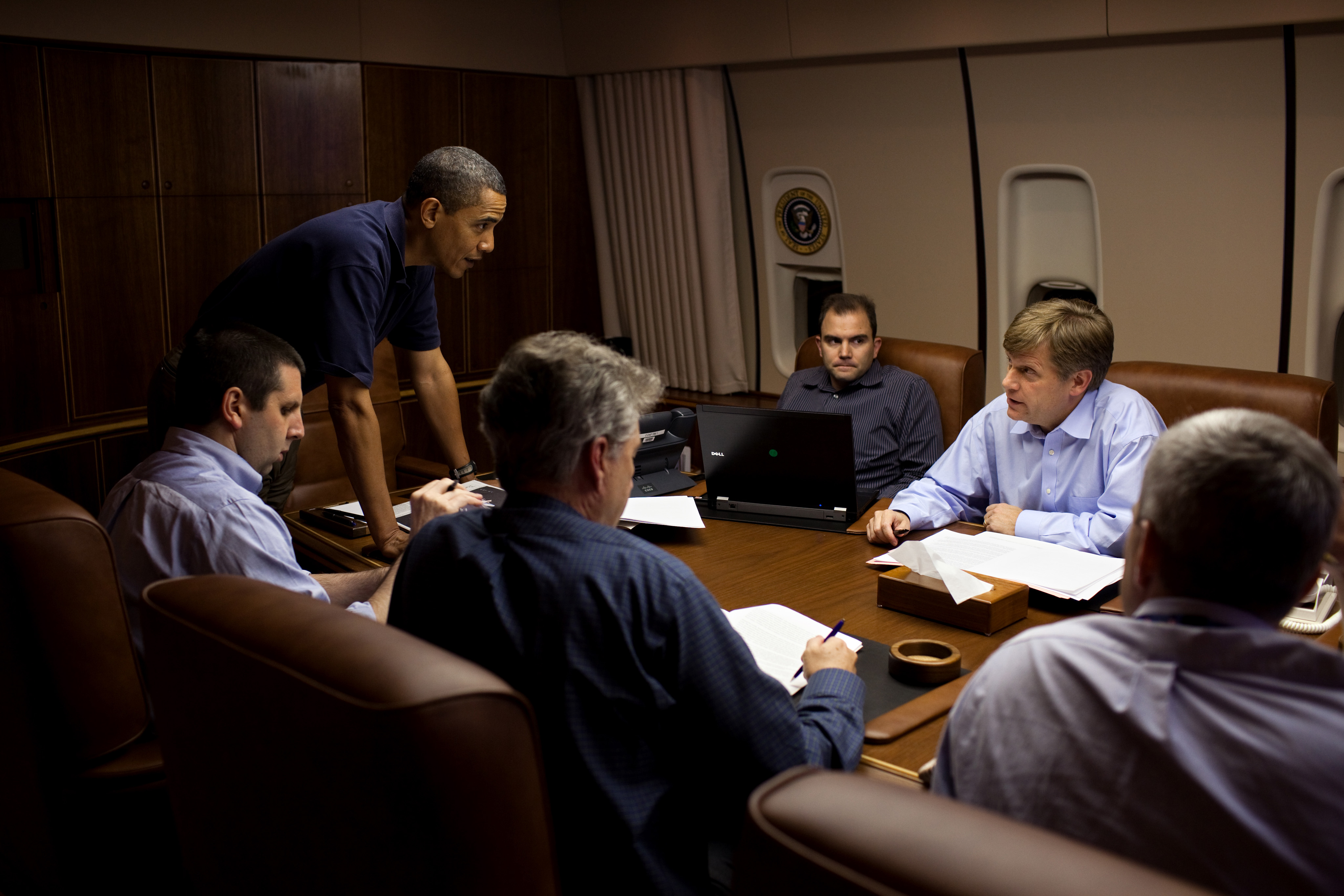
2009年，贝拉克·奥巴马在飛往莫斯科途中聽取麥克福爾簡報

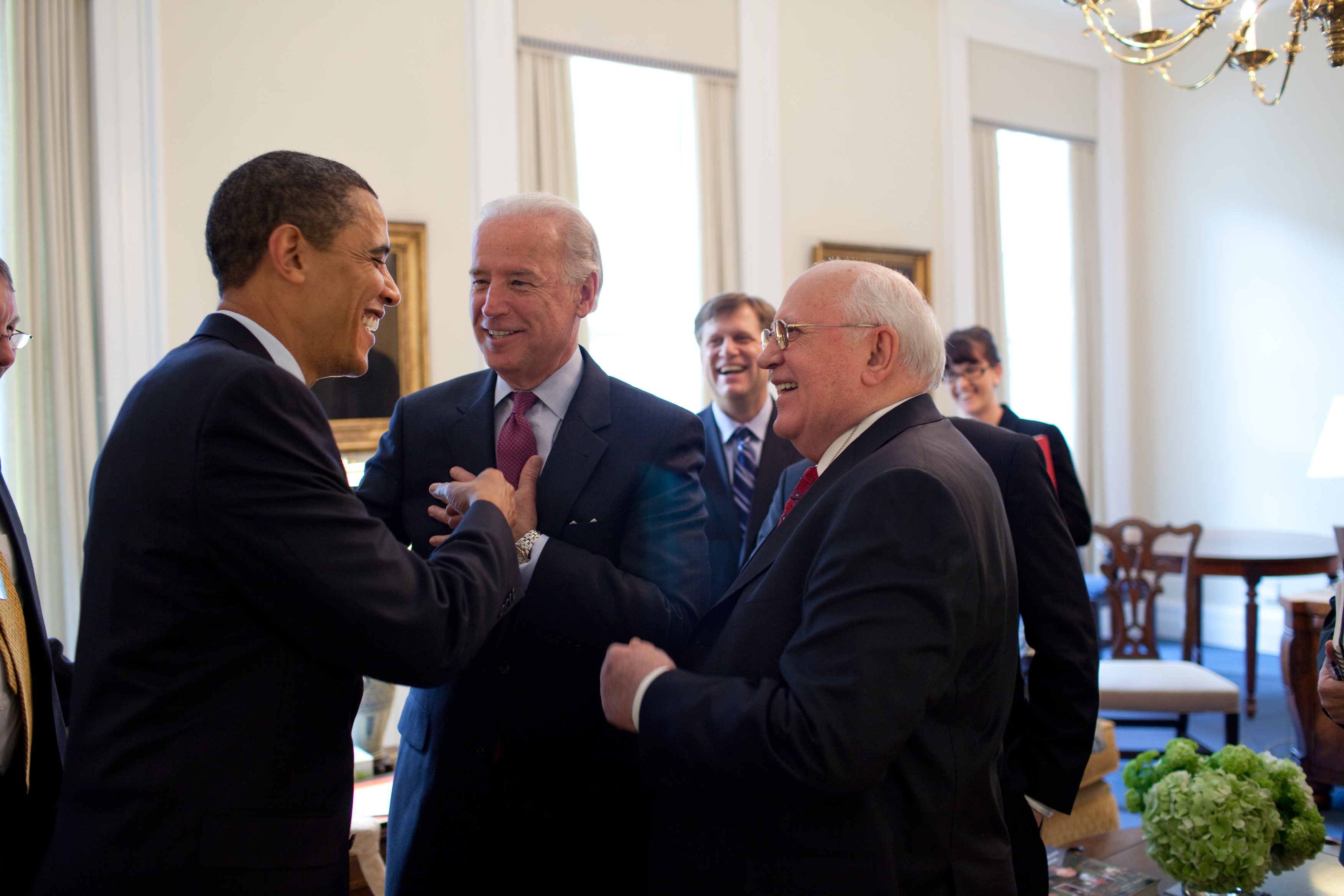
贝拉克·奥巴马、喬·拜登、邁克爾·麥克福爾與前蘇聯總統戈巴契夫

1994年，麥克福爾與俄羅斯政治學者谢尔盖·马尔科夫共同創立智庫莫斯科卡內基中心。同年時任俄羅斯議員的極右翼政治人物弗拉迪米爾·吉里諾夫斯基公開指責麥克福爾，他在莫斯科辦公室的窗戶也被子彈射穿。1996年俄羅斯總統葉爾辛的心腹亚历山大·科扎科夫在總統選舉期間邀請麥克福爾至克林姆林宮，向他諮詢選舉政治的事宜。
1995年起麥克福爾擔任史丹佛大學政治學系教授。2009年他進入贝拉克·奥巴马政府擔任高級顧問，參與制定美國對俄的俄羅斯重啟政策；2011年歐巴馬提名麥克福爾為第七任美國駐俄大使，12月17日獲參議院一致同意，他履任大使時正值俄羅斯民眾上街抗議弗拉迪米爾·普丁重任總統，剛上任時便在美國駐俄大使館與叶夫根尼娅·奇里科娃（環境運動者）、鮑里斯·涅姆佐夫（反對派領袖）、列夫·波诺马洛夫（人權運動者）以及數位反對黨領袖會面，對此時任俄羅斯總統德米特里·梅德維傑夫表示這只是例行會面，但正告麥克福爾在俄羅斯應有政治敏感度，俄羅斯國營媒體則對此大加批評，指麥克福爾與反對派合謀「煽動革命」，
2014年2月4日麥克福爾宣布辭任大使，於索契冬奧閉幕後生效，约翰·F·特福特獲任命接任。麥克福爾回到史丹佛大學任教職，並任胡佛研究所資深學者。2014年10月他表示他與妻子在美國的手機仍持續被俄羅斯政府監聽。麥克福爾現名列俄羅斯的制裁名單，被禁止入境俄羅斯。
2018年美俄峰會的翌日（7月17日），俄羅斯總檢察長指控麥克福爾等數名美國人涉及比爾·布勞德逃稅案，企圖傳喚他們到案說明。峰會期間美國總統川普對普丁表示這是個「不錯的想法」，且作為交換條件，俄方將允許美方審問被控干涉2016年美國總統選舉的俄國人，隨後白宮新聞發言人莎拉·桑德斯表示不排除接受俄方提議，在美國政壇引發軒然大波。最終參議院以98-0的比數，通過不提供任何現任或前任外交官及其他政府官員給俄方審訊的「參議院共識」無約束力決議。

## 政治立場

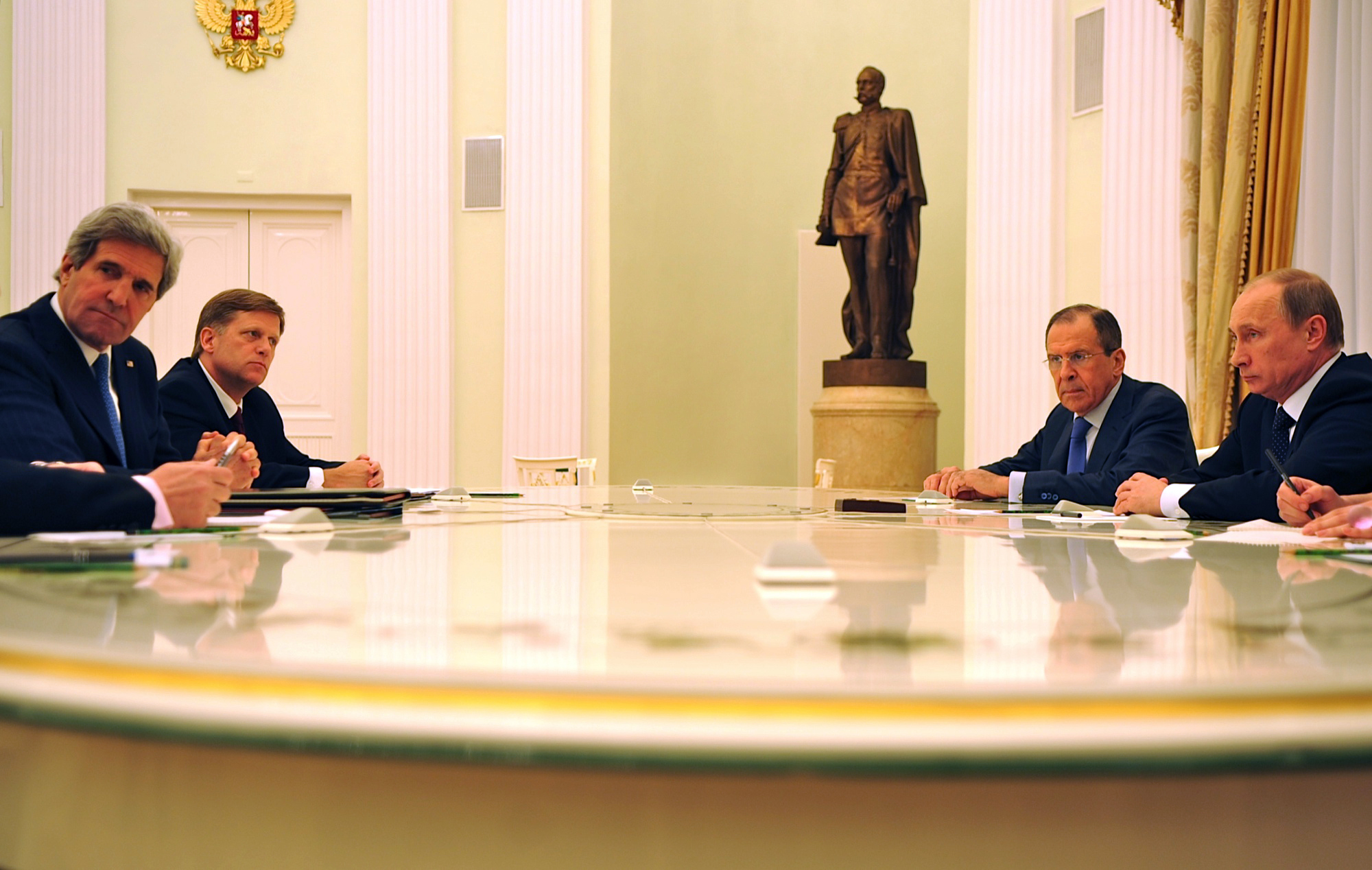
2013年5月美駐俄大使麥克福爾和國務卿約翰·凱瑞在莫斯科與俄羅斯總統普京和外長谢尔盖·拉夫罗夫會面

2016年美國總統選舉後麥克福爾成為MSNBC電視台的評論員，經常抨擊川普總統對俄羅斯的外交政策。
2019年麥克福爾表示中國共產黨對其高效率建設、控制貧富差距與維持和諧社會的制度相當自豪，反觀川普政府治下的美國政治極化、建設與經濟進展緩慢，恐損害「民主制度有利於社會與經濟發展」論述的說服力，使美國在意識形態的競爭上輸給中國。
2022年3月俄羅斯入侵烏克蘭後，麥克福爾在MSNBC節目《雷切尔·玛多秀》上將俄羅斯總統普丁比擬為希特勒，並誤指「希特勒至少沒有屠殺講德語的德國人，普丁則在烏克蘭殺害了大量他宣稱要解放的俄語人群」（實則希特勒殺害了上百萬德國人），他隨後承認失言並道歉。麥克福爾與烏克蘭總統辦公室主任安德烈·葉爾馬克共同創立葉爾馬克—麥克福爾俄羅斯制裁專家小組以制定對俄羅斯與白俄羅斯的制裁計畫。同年五月他就俄羅斯入侵烏克蘭的議題與約翰·米爾斯海默辯論，主張普丁為戰爭兇手，反對後者俄羅斯是為維護自身利益、防制北約東擴而開戰的說法。
麥克福爾支持伊朗核協定。

## 外部連結
- Personal Website （页面存档备份，存于）
- Biography at Stanford University Department of Political Science
- Biography at Stanford Center for Democracy Development and the Rule of Law （页面存档备份，存于）
- Biography at Carnegie Endowment for International Peace （页面存档备份，存于）
- Overview of the Michael McFaul collection （页面存档备份，存于） at the Hoover Institution Archives （页面存档备份，存于）
- C-SPAN內的頁面（英文）

| 外交職務           | 外交職務               | 外交職務               |
| ------------------ | ---------------------- | ---------------------- |
| 前任者： 约翰·贝勒 | 美國駐俄大使 2012–2014 | 繼任者： 约翰·F·特福特 |